# Dominik Eydziatowicz (zm. 1795)
Dominik Eydziatowicz herbu Łuk napięty (zm. w 1795 roku) – chorąży smoleński w latach 1786-1795, wojski smoleński w latach 1776-1786, pułkownik województwa smoleńskiego w 1776 roku.
Poseł na sejm 1776 roku z województwa smoleńskiego.